# 인 (법률)
인(人)은 민법에서 규정하는 법률행위에 의해 발생하는 권리와 의무의 주체이다. 인은 자연적 생물로서의 사람인 자연인과 법으로부터 인격을 부여받은 법인으로 나뉜다. 자연인은 생존한 동안 권리와 의무의 주체가 된다.(대한민국 민법 제3조 참조) 자연인은 모체에서 분리된 순간부터 권리능력을 가지며 심장이 정지한 순간부터 권리능력을 상실한다는 설이 통설이다. 그러므로 모체에서 분리되지 않은 태아는 권리능력을 갖지 않지만 제한적인 경우에 권리능력을 부여받는다. 민법총칙에서는 자연인의 권리능력과 행위능력을 다룬다. 법인은 특정한 목적을 가진 재산의 모임인 재단법인과 특정한 목적을 가진 사람의 모임인 사단법인으로 나뉜다.

## 자연인
민법은 자연인이라면 그 지적 능력과 상관없이 권리와 의무의 주체가 될 수 있는 자격인 권리능력을 부여한다. 자연인의 권리능력은 출생에 의해 부여되고 사망에 의해 소멸된다. 한편 일정한 지적 능력을 갖추지 않은 자가 법적 강제력을 갖는 법률행위를 할 경우 본인이 의도하지 않은 손해를 입을 수 있기 때문에 스스로 법률행위를 하기 위해서는 의사능력을 요구한다. 명정자, 유아와 같이 의사능력을 아예 갖추지 못한 자의 법률행위는 그 자체로 무효이며, 의사능력을 갖추었으나 그것이 완전하지 않은 경우에는 그의 법정대리인이 법률행위를 취소할 수 있다. 민법은 의사능력이 완전하지 않은 자를 행위무능력자로 정하고 이들에게 법정대리인을 정하여 보호한다. 미성년자와 한정치산자는 법정대리인의 동의를 얻어 법률행위를 할 수 있지만 금치산자의 법률행위는 법정대리인이 언제든지 취소할 수 있다. 한편 민법은 모체에서 분리된 순간부터 자연인으로 인정하므로 아직 태어나지 않은 태아는 원칙적으로 법률행위를 할 수 없다. 다만 상속이나 손해배상 등 특정한 경우에만 권리능력을 인정한다. 태아의 권리능력이 인정되는 시기에 대해서는 정지조건부설과 해제조건부설이 대립한다. 정지조건부설은 태아가 살아서 태어나면 소급하여 권리능력을 인정하는 것이고, 해지조건부설은 태아가 죽어서 태어나면 소급하여 권리능력을 상실하는 것이다.

### 비교법
| 국명     | 법명          | 해당 조문 |
| -------- | ------------- | --- |
| 일본     | 일본 민법     | 제1절 권리능력 제3조 사권의 향유는 출생시에 시작된다. 2 외국인은 법령 또는 조약의 규정에 의하여 금지되는 경우를 제외하고 사권을 향유한다. |
| 대한민국 | 대한민국 민법 | 제3조 (권리능력의 존속기간) 사람은 생존한 동안 권리와 의무의 주체가 된다.                                                                 |

### 행위능력
행위능력(行爲能力)이란 단독으로 확정적인 유효한 법률행위를 할 수 있는 능력을 말한다. 스스로 법률행위를 할 수 없는 자를 제한능력자 (구 무능력자)라고 하며 민법은 미성년자, 피한정후견인(구 한정치산자), 피성년후견인(구 금치산자)를 무능력자로 규정하고 있다. 미성년자와 한정치산자는 법정대리인의 동의가 있으면 법률행위를 스스로 할 수 있으나 금치산자는 혼자서 법률행위를 할 수 없다.

### 주소
| 국명     | 법명          | 해당 조문                                                                                  |
| -------- | ------------- | ------------------------------------------------------------------------------------------ |
| 일본     | 일본 민법     | (주소) 제22조 각인(各人)의 생활의 본거지를 그 자의 주소로 한다.                            |
| 대한민국 | 대한민국 민법 | 제18조 (주소) ① 생활의 근거되는 곳을 주소로 한다. ② 주소는 동시에 두 곳 이상 있을 수 있다. |

#### 거소
| 국명     | 법명          | 해당 조문 |
| -------- | ------------- | --- |
| 일본     | 일본 민법     | (거소) 제23조 주소를 알 수 없는 경우에는 거소를 주소로 본다. 2 일본에 주소를 가지지 아니한 자는 그 자가 일본인 또는 외국인인지를 묻지 않고, 일본에 있어서 거소를 그 자의 주소로 본다. 그러나, 준거법을 정한 법률에 좇아 그 자의 주소지법에 의하여야 할 경우에는 그러하지 아니하다. |
| 대한민국 | 대한민국 민법 | 제19조 (거소) 주소를 알 수 없으면 거소를 주소로 본다. 제20조 (거소) 국내에 주소없는 자에 대하여는 국내에 있는 거소를 주소로 본다. |

#### 가주소
| 국명     | 법명          | 해당 조문                                                                                             |
| -------- | ------------- | --- |
| 일본     | 일본 민법     | (가주소) 제24조 어떤 행위에 대하여 가주소를 선정한 때에는 그 행위에 관하여는 그 가주소를 주소로 본다. |
| 대한민국 | 대한민국 민법 | 제21조 (가주소) 어느 행위에 있어서 가주소를 정한 때에는 그 행위에 관하여는 이를 주소로 본다.          |

### 권리능력자의 부재
부재(不在)란 종래의 주소 또는 거소를 떠나서 용이하게 돌아올 가능성이 없어서 그의 재산을 관리하여야 할 필요성이 있는 상태를 말한다. 부재자는 그러한 필요가 있는 자를 말한다.

### 인정사망
인정사망(認定死亡)이란 관공서의 보고에 의하여 사망한 것으로 취급하는 제도이다. 호적법 제 90조의 규정에 의거 사망의 확증(시체 확인 등)은 없지만 사망한 것이 확실하다고 생각되는 경우(수난, 화재, 사변 등)에는 그것을 조사한 관공서의 사망보고에 기하여 호적(가족관계등록부)에 사망의 기재를 하게 됨으로써 사망한 것으로 인정하는 제도이다. 실종선고와 유사하나 사망의제의 효력이 없다.
수난, 전란, 화재 기타 사변에 편승하여 타인의 불법행위로 사망한 경우에 있어서는 확정적인 증거의 포착이 손쉽지 않음을 예상하여 법은 인정사망, 위난실종선고 등의 제도와 그밖에도 보통실종선고제도도 마련해 놓고 있으나 그렇다고 하여 위와 같은 자료나 제도에 의함이 없는 사망사실의 인정을 수소법원이 절대로 할 수 없다는 법리는 없다.

### 동시사망
동시사망은 상속인이 피상속인과 동시에 사망하는 경우 (부부가 동시에 차 사고로 사망하는 경우)의 문제를 다룬다. 독일실종법 제11조, 스위스민법 제32조 제2항도 동시사망추정주의를 취하고 있다.

## 법인

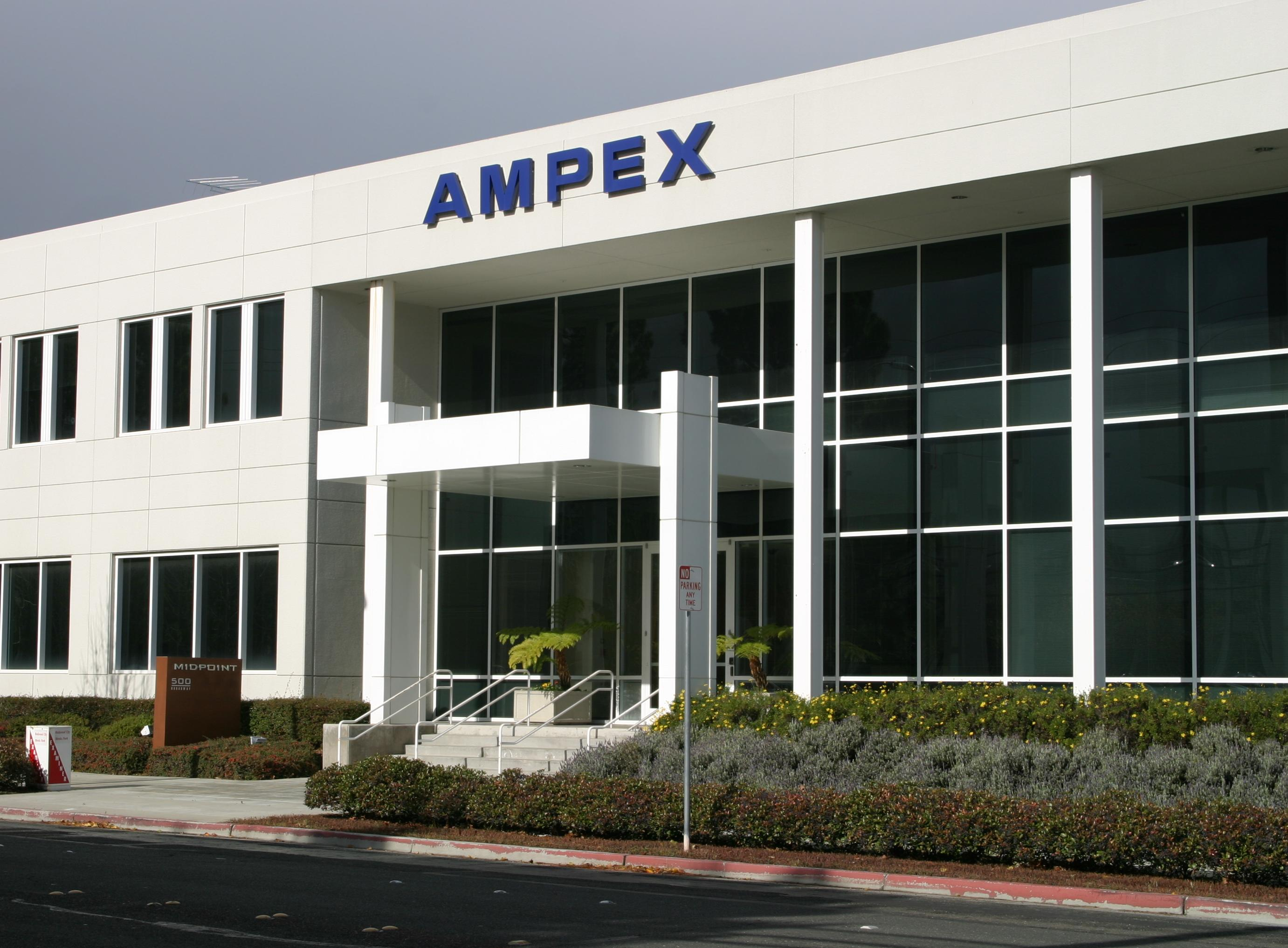
권리와 의무의 주체인 어느 법인

원칙적으로 권리와 의무의 주체는 자연인만이 될 수 있지만 경제적 사회적 활동이 점점 집단에 의해서 이뤄지는 경우가 많아지자 집단에게 권리능력을 부여할 필요가 발생하였다. 민법은 일정한 목적을 가진 집단에 권리능력을 부여하며 이러한 집단을 법인이라고 한다. 법인은 재산의 모임인 재단법인과 사람의 모임인 사단법인으로 나뉜다. 재단법인은 출원자의 의사표시로 설립되며 설립등기를 마치면 권리능력을 부여받는다. 사단법인은 발기인의 정관 작성으로 설립되며 설립등기를 마치면 권리능력을 부여받는다. 원칙적으로 법인은 설립등기를 마쳐야 권리능력을 부여받지만 종중, 교회 등 설립등기만 경료하지 않았을 뿐 법인으로서의 형태를 갖추고 있는 집단에게는 권리능력 없는 사단(법인격 없는 사단)으로서 일정한 효과를 부여한다. 권리능력 없는 사단의 재산은 총유로서 귀속되며, 부동산도 권리능력 없는 사단의 이름으로 등기할 수 있다.

## 같이 보기
- 사단법인
- 제도 (사회)
- 자연인
- 인간성